# 262
El año 262 (CCLXII) fue un año común comenzado en miércoles del calendario juliano, en vigor en aquella fecha.
En el Imperio romano el año fue nombrado como el del consulado de Galieno y Faustiano o, menos comúnmente, como el 1015 Ab urbe condita, siendo su denominación como 262 posterior, de la Edad Media, al establecerse el Anno Domini.

## Acontecimientos
- Los godos incendian el Templo de Artemisa en Éfeso.
- 21 de diciembre: En varias regiones del mar Mediterráneo (Roma, Libia y Asia Menor (actual Turquía) se registra un terremoto. Varias ciudades son inundadas por el tsunami resultante. (Véase Terremotos de la Antigüedad).[1]

## Fallecimientos
- Xiahou Ba, antiguo general del reino de Wei, luego del reino de Shu.